# Forum Bauinformatik
Das Forum Bauinformatik wurde erstmals 1989 in Weimar als eine Veranstaltung von Professoren der Bauinformatik für Wissenschaftler und Studierende ausgerichtet. 1990 fand in Cottbus das erste Forum „von jungen Wissenschaftlern für junge Wissenschaftler“ statt. 1991 wurde in Berlin dann erstmals der Name Forum Bauinformatik verwendet. Seitdem trafen sich jedes Jahr junge Forschende aus dem Bereich der Bauinformatik, um über ihre Arbeiten zu berichten und zu diskutieren.

## Geschichte des Forums
| Jahr | Veranstaltungsort  | Organisierender Lehrstuhl und/oder Universität                                                                                      |
| ---- | ------------------ | --- |
| 1989 | Weimar             | Hochschule für Architektur und Bauwesen (heute: Bauhaus-Universität Weimar)                                                         |
| 1990 | Cottbus            | BTU Cottbus |
| 1991 | Berlin             | Technische Universität Berlin |
| 1992 | Bochum             | Lehrstuhl für Ingenieurinformatik im Bauwesen, Ruhr-Universität Bochum                                                              |
| 1993 | München            | Fachgebiet Bauinformatik, Technische Universität München                                                                            |
| 1994 | Darmstadt          | Institut für Numerische Methoden und Informatik im Bauwesen, Technische Hochschule Darmstadt                                        |
| 1995 | Hannover           | Institut für Bauinformatik, Universität Hannover                                                                                    |
| 1996 | Cottbus            | Lehrstuhl für Bauinformatik, BTU Cottbus                                                                                            |
| 1997 | Dresden            | Lehrstuhl für Computeranwendungen im Bauwesen, Technische Universität Dresden                                                       |
| 1998 | Weimar             | Lehrstuhl für Informatik im Bauwesen, Bauhaus-Universität Weimar                                                                    |
| 1999 | Darmstadt          | Institut für Numerische Methoden und Informatik im Bauwesen, Technische Hochschule Darmstadt                                        |
| 2000 | Berlin             | Institut für Bauingenieurwesen, Theoretische Methoden der Bau- und Verkehrstechnik, Technische Universität Berlin                   |
| 2001 | München            | Lehrstuhl für Bauinformatik, Technische Universität München                                                                         |
| 2002 | Bochum             | Lehrstuhl für Ingenieurinformatik im Bauwesen, Ruhr-Universität Bochum                                                              |
| 2003 | Hannover           | Institut für Bauinformatik, Universität Hannover                                                                                    |
| 2004 | Braunschweig       | Institut für Computeranwendungen im Bauingenieurwesen, Technische Universität Braunschweig                                          |
| 2005 | Cottbus            | Lehrstuhl Bauinformatik, BTU Cottbus                                                                                                |
| 2006 | Weimar             | Professur Informatik im Bauwesen, Bauhaus-Universität Weimar                                                                        |
| 2007 | Graz               | Institut für Bauinformatik, Technische Universität Graz                                                                             |
| 2008 | Dresden            | Institut für Bauinformatik, Technische Universität Dresden                                                                          |
| 2009 | Karlsruhe          | Institut für Industrielle Bauproduktion und Entwerfen, Universität Karlsruhe                                                        |
| 2010 | Berlin             | Fachgebiet Bauinformatik, Institut für Bauingenieurwesen, Technische Universität Berlin                                             |
| 2011 | Cork, Irland       | Informatics Research Unit for Sustainable Engineering (IRUSE), University College Cork                                              |
| 2012 | Bochum             | Lehrstuhl für Informatik im Bauwesen, Ruhr-Universität Bochum                                                                       |
| 2013 | München            | Lehrstuhl für Computergestützte Modellierung und Simulation und Lehrstuhl für Architekturinformatik, Technische Universität München |
| 2014 | Darmstadt          | Institut für Numerische Methoden und Informatik im Bauwesen, Technische Universität Darmstadt                                       |
| 2015 | Aachen             | Geodätisches Institut und Lehrstuhl für Bauinformatik & Geoinformationssysteme, RWTH Aachen                                         |
| 2016 | Hannover           | Institut für Risiko und Zuverlässigkeit, Leibniz Universität Hannover                                                               |
| 2017 | Dresden            | Institut für Bauinformatik, Technische Universität Dresden                                                                          |
| 2018 | Weimar             | Professur Informatik im Bauwesen, Bauhaus-Universität Weimar                                                                        |
| 2019 | Berlin             | Fachgebiet Bauinformatik und Fachgebiet Systemtechnik baulicher Anlagen, Technische Universität Berlin                              |
| 2021 | Darmstadt (online) | Institut für Numerische Methoden und Informatik im Bauwesen, Technische Universität Darmstadt                                       |
| 2022 | München            | Leonhard Obermeyer Center (LOC), Technische Universität München                                                                     |
| 2023 | Bochum             | Lehrstuhl für Informatik im Bauwesen, Ruhr-Universität Bochum                                                                       |
| 2024 | Hamburg            | Institut für Digitales und Autonomes Bauen, Technische Universität Hamburg                                                          |